# Jungfrun i tornet
Jungfrun i tornet (La fanciulla nella torre) JS 101, è l'unica opera completa del compositore finlandese Jean Sibelius. Il libretto in lingua svedese è di Rafael Hertzberg. Venne rappresentata per la prima volta in forma di concerto durante una serata per una raccolta di fondi per la Società Filarmonica di Helsinki il 7 novembre 1896 presso lo Svenska Teatern, con l'interpretazione di cantanti dilettanti.. Ebbe ulteriori tre rappresentazioni, poi Sibelius la ritirò, sostenendo di voler rivedere la partitura. Non lo fece mai, e l'opera non fu più data fino a una trasmissione della radio finlandese nel 1981. L'insuccesso dell'opera è stato attribuito alla debolezza del libretto, descritto da Stephen Walsh come "un intruglio senza vita".  La musica presenta influenze wagneriane. L'opera è in un solo atto diviso in otto scene, e dura circa 35-40 minuti.

## Trama
La storia si svolge in un castello nel medioevo, dove la Fanciulla e l'Amante sono servitori. La Fanciulla rifiuta le avances del Balivo, egli la rapisce e la imprigiona nel castello. Tutti nel castello sono convinti che la Fanciulla abbia rinunciato al proprio onore per l'oro, e solo l'Amante ha ancora fiducia in lei. Quando giunge per liberarla deve affrontare il Balivo, e i due stanno per combattere in duello quando giunge la Castellana e fa arrestare il Balivo. La Fanciulla e l'Amante si riuniscono e l'opera termina nella felicità generale.

## Discografia
- The Maiden in the Tower, Mari-Ann Haeggander (La fanciulla), Jorma Hynninen (Il balivo), Erland Hagegard (L'amante), Tone Kruse (La castellana), Orchestra Sinfonica e Coro di Göteborg diretti da Neeme Järvi  (Bis, 1985)
- The Maiden in the Tower, Solveig Kringelborn (La fanciulla), Garry Magee (Il balivo), Lars-Erik Jonsson (L'amante), Lilli Paasikivi (La castellana), Orchestra Sinfonica Nazionale dell'Estonia diretta da Paavo Järvi (Virgin, 2002)